# Koning van Katoren (film)
Koning van Katoren is een Nederlandse avonturen-/familiefilm uit 2012, geregisseerd door Ben Sombogaart en gebaseerd op het gelijknamige boek van Jan Terlouw.
Sander Burger en Bart Westerlaken tekenden voor het scenario dat behoorlijk afwijkt van het oorspronkelijke boek. Mingus Dagelet speelt Stach, de hoofdrol, en Abbey Hoes speelt Kim, zijn tegenspeelster.

## Verhaal
In de nacht dat de oude koning van Katoren sterft wordt Stach geboren. Stachs vader komt om als hij de vlag op de kerk naar halfstok wil laten zakken en zijn moeder sterft aan de gevolgen van kraamvrouwenkoorts. Stach is nu wees en wordt, zo goed en zo kwaad, opgevoed door zijn Oom Gervaas die dienaar van de koning is en daarna van de ministers. Zeventien jaar later besluit Stach een aanvraag te doen om de nieuwe koning te worden. De ministers die Katoren al jarenlang regeren, geven hem vijf schijnbaar onmogelijke opdrachten. Op weg naar zijn eerste opdracht komt hij journalistiekstudente Kim tegen. 

## Verschillen met het boek
Het verhaal van het boek is voor de film enigszins ingekort en op enkele plaatsen wezenlijk aangepast.  
- Stach verzint zelf dat hij koning moet worden, omdat hij in dezelfde nacht dat de koning stierf werd geboren. In het boek had zijn oom Gervaas een droom dat Stach koning moest worden.
- In tegenstelling tot het boek blijken in de film al eerder pogingen gedaan te zijn om koning te worden waarna de koningskandidaten al bij de eerste opdracht spoorloos verdwenen waren.
- De landkaart ziet er geheel anders uit dan in het boek waarbij plaatsen voorkomen die in het meer dan 35 jaar later verschenen vervolg Zoektocht in Katoren pas voorkwamen. Smook is bijvoorbeeld een grensplaats met Eltoren terwijl de plaats in het boek in het moerassige binnenland ligt tussen Wiss en Wapenfelt.
- Stach krijgt maar vijf opdrachten in plaats van zeven en bovendien vinden de opdrachten in een andere volgorde plaats. De vogels van Decibel, granaatappelboom van Wapenfelt en stenen troon van Stellingwoude zijn voor de film komen te vervallen.
- Kim is niet zoals in het boek een burgemeestersdochter, maar een journaliste en dochter van een minister die Stach al vanaf het begin volgt tijdens zijn reis.
- In Uikumene is in het boek sprake van twaalf kerken, maar in de film gaat het om drie kerken en een moskee.
- De boodschap achter de problematiek waar Wapenfelt mee kampt (vuurwerkfabriek, wapenwedloop en oorlog met Eltoren) komen wel in de film aan bod, maar dan rondom de opdracht van het verslaan van de draak van Smook. Waar in het boek Smook als een extreem rijke en welvarende stad wordt beschreven is het in de film een klein armoedig stadje.
- Het einde is anders opgebouwd, de sprong van de St.Aloïsius toren, in het boek opdracht 4a, is omgeschreven tot de vijfde en laatste opdracht die daarmee voor de film de Stoel van Stellingwoude vervangt.
- In twee steden in Katoren worden andere talen gesproken: in Afzette-Rije (of Estorsione) Italiaans en in Equilibrië Duits.
- De namen van de ministers en hun departementen, die in het boek uitgebreid worden beschreven, komen in de film niet voor evenals de eigenaardige gewoonten van de ministers. Wel is er in tegenstelling tot het boek sprake van een minister van bedrijvigheid, beleid en van oorlog.
- Waar het boek zich in vroeger tijden afspeelt, er rijden nog stoomtreinen maar er zijn al wel radio's en auto's, speelt de film zich recentelijk af gezien de gebruikte telecommunicatiemiddelen.
- Het knobbelneuzen-tegengif wordt in de film  anders bereid dan in het boek.

## Rolverdeling
| Acteur                    | Personage                     |
| ------------------------- | ----------------------------- |
| Mingus Dagelet            | Stach                         |
| Abbey Hoes                | Kim                           |
| Hans Leendertse           | Gervaas                       |
| Frits Lambrechts          | Janus                         |
| Sabri Saad el Hamus       | Minister van Beleid           |
| Beppe Costa               | Burgemeester van Afzette-Rije |
| Glenn Durfort             | Burgemeester van Uikumene     |
| Catherine ten Bruggencate | Burgemeester van Equilibrië   |